# Радиопостановка

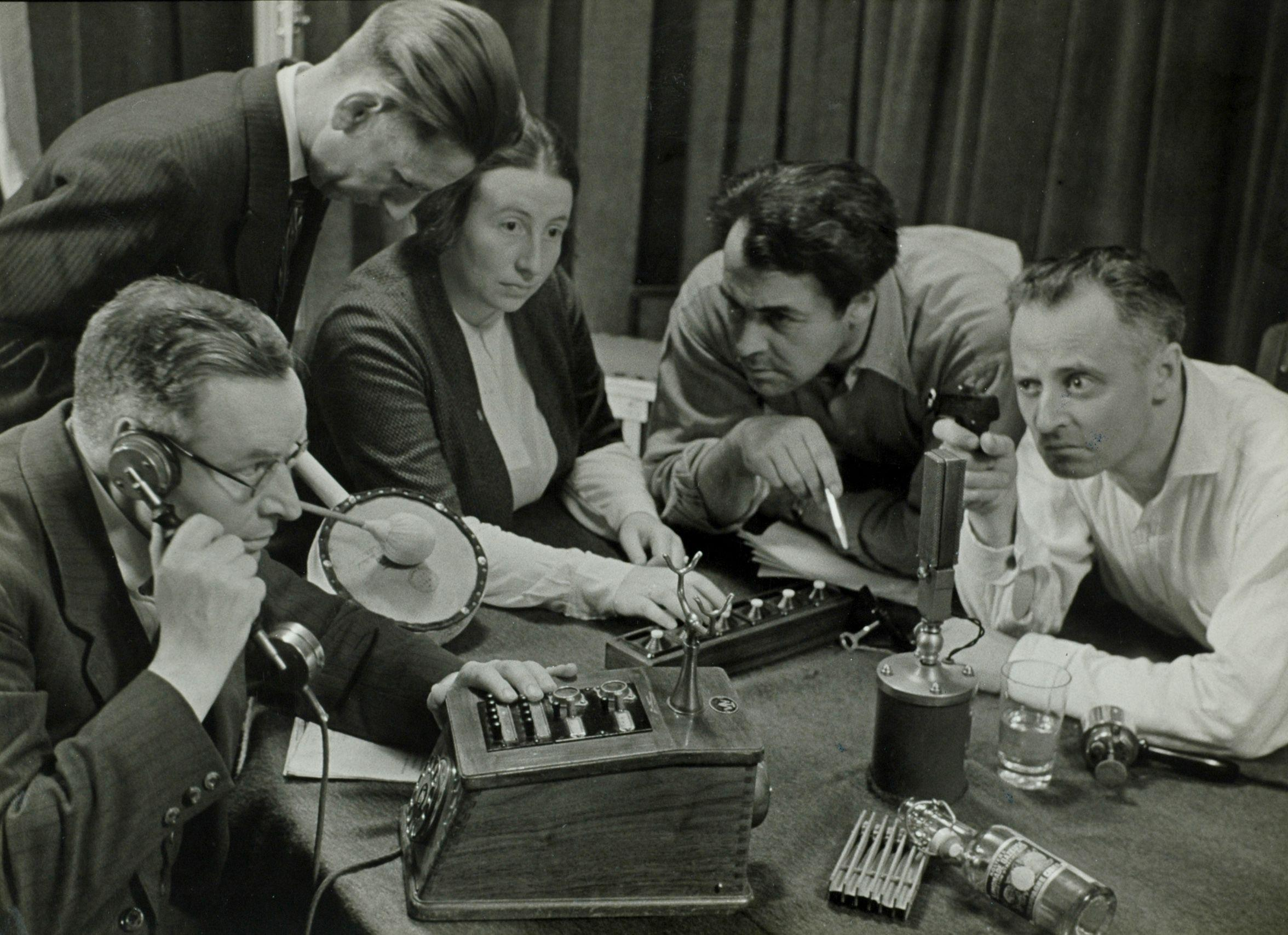
Запись радиопьесы. Нидерланды, 1949 год

Радиопостано́вка (аудиодрама, радиоспектакль) — одна из форм художественного радиовещания, передача по радио записи пьесы или инсценировки литературных произведений. Создан также ряд оригинальных произведений для радио.

## История
С развитием радиовещания появилась особая разновидность спектакля — радиоспектакль. В 1920—1930-е годы, до распространения магнитной записи звука, радиоспектакли разыгрывались непосредственно в эфире.
Первой радиопостановкой в истории считается прозвучавший в эфире радиостанции KDKA (Питтсбург) в 1921 году скетч «Сельская линия об образовании» (англ. A Rural Line on Education), написанный специально для исполнения по радио. Другой ранней радиопьесой развлекательного характера стала созданная Нэнси Брозиус в 1925 году «Подавайте на них в суд» (англ. Sue 'Em). Первый в истории Европы радиоспектакль «Комедия опасности», вышедший в эфир в 1924 году на BBC Radio, был поставлен по пьесе, которую, также специально для этого формата, написал Ричард Хьюз. Уже для этой ранней работы характерна попытка преодолеть ограничения «слепого медиума»: действие разворачивается в тёмной шахте, где оказались заперты персонажи-горняки. Радиоспектакли получили широкое распространение в Италии, Германии и Австрии, где националистические режимы оценили пропагандистские возможности радиовещания. В США особой популярности радиодрамы достигли в 1930-е и 1940-е годы. В последнее десятилетие за неделю в радиоэфир в США выходили 47 часов драм, 8 часов комедий и 14 часов триллеров. В 1930-е и первой половине 1940-х годов радиодраматургию США отличала прогрессивная направленность, радиопьесы затрагивали острые социальные темы, в остальном в эфир не попадавшие, однако после 1945 года, с усилением маккартизма, социальная тематика оказалась под запретом и радиопостановки вернулись к лёгким развлекательным темам. В СССР первые опыты радиодраматургии (работы Афиногенова, Вармужа) датируются достаточно ранним периодом, однако в условиях, когда радиовещание в целом было слаборазвитым, не развивался и этот жанр. Вместо произведений, написанных специально для радио, с 1930-х годов около четверти эфирного времени занимали записи театральных постановок и выступления чтецов, для радио адаптировались сочинения для драматического театра и оперы (так, в постановке Мейерхольда были подготовлены в 1935 году «Каменный гость», а в 1937 году — «Русалка» Пушкина). Лишь в 1960-е годы радиопостановки стали массовым явлением.
В радиопостановках широко применяются повествовательные и описательные элементы; важное место занимает ведущий (чтец, выступающий от лица автора или героя произведения). Являясь «незримым спектаклем», радиопостановка даёт неограниченный простор слушателю для работы воображения; каждый «видит» происходящее по-своему и таким образом слышимое становится «зримым». Основные выразительные средства радиопостановки — звучащая речь, музыка, шумы. Поэтому большое значение придается в радиопостановках звуко-голосовой характеристике образа, созданию звуко-шумовой атмосферы действия (ветер, орудийные залпы, шум мотора, шаги и т. п.), нахождения акустической среды (запись со щитами, стереофония звука, запись с ревербератором). В рамках концепции конструктивизма именно фактурной обработке свободно комбинируемого звуко-шумового материала уделялось основное внимание, что приводило к бессюжетности радиопьес, созданных представителями этого направления. Базовой формой конструктивистской радиопостановки была так называемая «слуховая картина» (нем. Hörbild); серия слуховых картин, с возможными вкраплениями песен и музыки, образовывала ревю.
Ещё одним направлением, получившим отражение в радиодраматургии, стал интимизм. Радио стало удобной площадкой для такой его формы как лирическая монодрама, а также для камерных пьес бытового содержания (в одном из образцов этого жанра, «Чудеса брака», слушатель, по определению Литературной энциклопедии, «„заглядывает“ как бы через замочную скважину в различные квартиры дома»). Противоположными по смыслу были идеи тоталистов, стремившихся максимально очистить радиопьесы от бытового, материального содержания, стремясь к символическим, «вневременным», «общечеловеческим» образам и схематичному единству действия, представляющего собой борьбу «первичных сил» и аллегорических фигур. В тоталистских постановках, типичными жанрами которых были «радиомистерия» и религиозная радиосюита, не было места шумам изобразительного характера, устранялись привязка ко времени и пространству, индивидуальность персонажей. В русле поиска вневременных форм тоталисты пытались вернуть в радиодраму античный хор, вводили внесюжетных персонажей для объяснения скрытого смысла действия пьесы. Часто представители этого направления обращались к переработке для радио произведений средневековых жанров — мираклей и моралите.
Для оригинальных радиоспектаклей создавались и специальные пьесы или инсценировки известных литературных произведений. Авторы литературных произведений для радио формировали этот жанр с учётом ограниченного (по сравнению с читаемой книгой) времени и отсутствия визуальной составляющей восприятия, бывшей неотъемлемой частью сценических постановок. С другой стороны, создавая произведения для исполнения на радио, они пользовались дополнительными возможностями, которые предлагала новая форма передачи информации. В СССР господствовала точка зрения, согласно которой число действующих лиц в радиопрессе должно быть небольшим, но в американском радиотеатре создавались и пьесы эпического масштаба со множеством персонажей, порой остававшихся безымянными — так, персонажами радиопьесы «Падение города» являются все жители небольшого городка. Для радио писали Луиджи Пиранделло, Филиппо Томмазо Маринетти, Томас Элиот, Ирвин Шоу, Род Серлинг, Арчибалд Маклиш («Падение города»), Генрих Бёлль, Петер Карваш, Анна Зегерс, Джон Пристли, Леонхард Франк, Бертольт Брехт («Перелёт через океан» и «Допрос Лукулла»), Фридрих Дюрренматт («Ночной разговор», «Экспедиция „Вега“», «Авария», «Двойник», «Страничный и национальный герой»), Станислав Лем («Лунная ночь», «Приёмные часы профессора Тарантоги»), Макс Фриш («Бидерман и поджигатели»), Хидэаки Анно. Широкую известность получили радиопьесы «Тёмная башня» Луиса Макниса (1946) и «Под сенью молочного леса» Дилана Томаса (1954). Одна из самых известных радиопостановок — «Война миров» по роману Герберта Уэллса, осуществлённая Орсоном Уэллсом в 1938 году и ставшая причиной паники в Соединённых Штатах. Классикой мирового радиотеатра (в частности, очень популярной в СССР) стала созданная в 1920-е годы пьеса немецкого драматурга Эрнста Толлера «Новости Берлина». Важное место в истории радиодраматургии занимает шоу «Арчеры» — самый продолжительный радиосериал, регулярно выходящий на BBC Radio с 1951 года и насчитывающий более 18 тысяч выпусков-эпизодов, описывающих жизнь в вымышленной деревне Амбридж.
Упадок жанра на Западе начался с распространением телевидения. К концу 1960-х годов радиостанции США, входившие в состав крупных вещательных корпораций (CBS, NBC и других), остановили трансляции большинства радиосериалов. Исключением остаётся корпорация BBC. Её редакции продолжают переделывать некоторые телевизионные проекты, не обретающие популярности у зрителей, под формат радиоспектакля (примером такой смены формата может служить сериал «Папашина армия»), а у таких культовых телевизионных сериалов как «Доктор Кто», существуют многочисленные радиоэпизоды. В США производство радиопостановок поддерживает Американский совет слепых (англ. American Council of the Blind), владеющий собственной радиостанцией, в эфире которой они часто звучат.

## Радиопостановки в Японии
Радиоспектакли и аудиопьесы в Японии очень популярны. Они возникли с появлением первых радиопередач в 1925 году и продолжают пользоваться спросом среди любителей телесериалов, комиксов (манги) и видеоигр. Разновидность радиопостановки, записанная на диск CD, называется Drama CD (яп. ドラマCD дорама си:ди:, англ. дра́ма сиди́). В этих аудиопьесах обычно разыгрывается небольшой сюжет по мотивам произведения. Голосовые актёры могут читать какой-либо сценарий или просто импровизировать. Аудиопьесы на дисках особенно популярны среди любителей аниме. Это связано с тем, что аниме, как правило, снимаются по сюжету какой-либо манги, и голосовые актёры (в Японии — сэйю), участвовавшие в записи аниме, впоследствии записывают несколько Drama CD по манге. Впрочем, часто случается и так, что в записи Drama CD задействованы совсем другие сэйю, никак не связанные со съёмочной группой аниме: как, например, в случае с Ouran High School Host Club, D.N.Angel или Lucky Star.